# Juárez
För andra betydelser, se Juárez (olika betydelser).
Juárez, även Ciudad Juárez, är en ort och kommun vid floden Río Bravo del Norte (Rio Grande) i norra Mexiko och är den största staden i delstaten Chihuahua. Juárez har cirka 1,4 miljoner invånare och ligger vid gränsen mot Texas, USA. På andra sidan gränsen ligger staden El Paso.
Juárez påverkas stort av droghandel som drivs av främst Juárez-kartellen. På grund av drogkriget har staden blivit en av de mest våldsamma och kriminella i hela världen.

## Stad och storstadsområde
Centrala Juárez hade 1 387 675 invånare 2013, med totalt 1 400 079 invånare i hela kommunen.
Juárez bildar tillsammans med El Paso på den amerikanska sidan ett internationellt storstadsområde med totalt 2,2 miljoner invånare (2010). Området fungerar dock inte fullt ut som en gemensam enhet på grund av gränsen mellan länderna, och de restriktioner i flödet mellan städerna som följer därav.